# Čadsko-libijska granica
Čadsko-libijska granica duga je 1.050 km i proteže se od tromeđe s Nigerom na zapadu do tromeđe sa Sudanom na istoku.

## Opis
Obrub se sastoji od dva segmenta ravne linije. Prvi je nastavak libijsko-nigerske granice; ovaj dio se nastavlja od tromeđe u ravnoj liniji oko 113 km do rakove obratnice. Granica zatim skreće prema jugoistoku, 942 km do tri točke sa Sudanom. Granica se u cijelosti nalazi unutar pustinje Sahare, presijecajući dijelove gorja Tibesti na krajnjem zapadu. Udaljena planina Bikku Bitti nalazi se vrlo blizu granice na libijskoj strani.

## Povijest
Osmansko Carstvo je vladalo obalnim područjima današnje Libije od 16. stoljeća, organizirano u Vilajet Tripolitanija, s slabo definiranom granicom na jugu. Moderna granica s onim što je sada Čad prvi put se pojavila tijekom utrke za Afriku, razdoblja intenzivnog natjecanja među europskim silama u kasnijem 19. stoljeću za teritorij i utjecaj u Africi. Proces je kulminirao na Berlinskoj konferenciji 1884., na kojoj su se dotične europske nacije složile oko svojih teritorijalnih zahtjeva i pravila angažmana. Kao rezultat toga, Francuska je stekla kontrolu nad gornjom dolinom rijeke Niger (otprilike ekvivalentno područjima današnjeg Malija i Nigera), kao i zemljama koje je istražio Pierre Savorgnan de Brazza za Francusku u središnjoj Africi (otprilike ekvivalentno modernim Gabon i Republikom Kongo). Iz tih baza Francuzi su istraživali dalje u unutrašnjost, na kraju povezujući dva područja nakon ekspedicija u travnju 1900. koje su se susrele u Koussériju na krajnjem sjeveru modernog Kameruna. Tim novoosvojenim regijama isprva se upravljalo kao vojnim teritorijima, a ta dva područja kasnije su organizirana u federalne kolonije Francuske Zapadne Afrike (Afrique occidentale française, skraćeno AOF) i Francuske Ekvatorijalne Afrike (Afrique équatoriale française, AEF).

### Britansko-francuski sporazum iz 1899.
Ujedinjeno Kraljevstvo i Francuska dogovorile su se između sebe 21. ožujka 1899. da se istočno od rijeke Niger francuski utjecaj neće protezati sjevernije od one dijagonalne linije koja ide od sjecišta rakove obratnice i 16. meridijana istočno do 24. meridijana istočno, što čini dugačak dio suvremene granice između Čada i Libije.
Osmanlije su prosvjedovali protiv ovog ugovora i počeli premještati trupe u južna područja vilajeta Tripolitanija. Italija je u međuvremenu nastojala oponašati kolonijalnu ekspanziju ostalih europskih sila, a one su Francuskoj nagovijestile svoje priznanje gornje linije 1. studenog 1902.. U rujnu 1911. Italija je izvršila invaziju na Tripolitaniju, a sljedeće godine potpisan je Ugovor iz Ouchyja kojim su Osmanlije formalno prepustili suverenitet nad tim područjem Italiji. Talijani su novoosvojene regije organizirali u kolonije Talijansku Cirenaiku i Talijansku Tripolitaniju i postupno se počeli širiti dalje prema jugu. Godine 1934. ujedinili su dva teritorija u Talijansku Libiju. U međuvremenu su Britanija i Francuska uspostavile granicu između AEF-a i Anglo-egipatskog Sudana (današnji Sudan) 1923.–24., stvarajući tako modernu čadsko-sudansku granicu. Godine 1934. Britanija i Italija potvrdile su granicu između Talijanske Libije i Anglo-egipatskog Sudana, čime je Britanija ustupila trokut Sarra Italiji, proširivši libijski teritorij prema jugozapadu i time stvorivši modernu libijsko-sudansku granicu i veći dio moderne Čadsko-libijske granice. granica.
Anglo-egipatski Sudan, kojim je Britanija ustupila trokut Sarra Italiji, proširujući libijski teritorij prema jugozapadu i time stvarajući dabnašnju libijsko-sudansku granicu i veći dio današnje čadsko-libijske granice.

### Pojas Aouzou
Dana 18. ožujka 1931. Francuska je prenijela planine Tibesti iz Nigera (AOF) u Čad (AEF), čime je do kraja definirano ono što je sada granica između Čada i Libije. Dana 7. siječnja 1935. Francuska i Italija potpisale su ugovor kojim je granica pomaknuta prema jugu; područje između dviju granica postalo je poznato kao Pojas Aouzou, međutim ovaj sporazum nikada nisu službeno ratificirale obje strane. Tijekom Sjevernoafričke kampanje u Drugom svjetskom ratu Italija je poražena, a njene afričke kolonije okupirale su savezničke sile, a Libija je podijeljena na britansku i francusku okupacijsku zonu. Libija je kasnije dobila punu neovisnost 2. prosinca 1951.
Francusko-libijski ugovor potpisan je 1. kolovoza 1955. kojim je priznata postojeća granica i potvrđeno francusko vlasništvo nad pojasom Aouzou. Čad je kasnije stekao neovisnost od Francuske 11. kolovoza 1960. i granica je postala međunarodna granica između dviju neovisnih država.

### Libijska granica
Godine 1969. Muammar Gaddafi preuzeo je vlast u Libiji i ponovno pokrenuo libijsko pravo na pojas Aouzou, poduprto mogućnošću da bi to područje moglo biti bogato uranom. Gadafi se također počeo miješati u čadske poslove, aktivno podržavajući FROLINAT protuvladine snage u prvom čadskom građanskom ratu i premještajući trupe u sjeverni Čad. Kako su se odnosi između dviju država pogoršavali, održavane su razne tajne rasprave; Gaddafi je tvrdio da je kao dio toga čadski predsjednik François Tombalbaye ustupio Pojas Libiji 1972. godine, međutim to ustupanje je bilo osporeno, a točni detalji ostaju nejasni. Godine 1975. predsjednik Čada Goukouni Oueddei javno je osudio prisutnost Libije u Pojasu. Uslijedio je čadsko-libijski rat koji je trajao do 1987. godine, nakon čega su se dvije zemlje dogovorile da granični spor riješe mirnim putem. Godine 1990. slučaj Aouzou upućen je Međunarodnom sudu pravde, koji je 1994. presudio da Pojas pripada Čadu.
Od tada se stanje na ovoj udaljenoj granici znatno smirilo. Međutim, posljednjih godina granica je ponovno u središtu pozornosti zbog stalne nestabilnosti u Libiji od svrgavanja Gadafija 2011., porasta broja izbjeglica i migranata koji prelaze Saharu, kao i otkrića zlata u sjeverozapadnom Čadu u kasnim 2000-ima - početkom 2010-ih što je potaknulo nekontroliranu zlatnu groznicu
U ožujku 2019. čadski predsjednik Idriss Déby objavio je da će se granica zatvoriti, navodeći kao razlog prelazak granice protuvladinih pobunjeničkih skupina sa sjedištem u Libiji na čadski teritorij (prije svega Vojno zapovjedno vijeće za spas Republike; francuski: Conseil de commandement militaire pour le salut de la République, skraćeno CCMSR) i stalna nestabilnost uzrokovana građanskim ratom u Libiji. Kao dio operacije Barkhane, Francuska je pružila pomoć čadskoj vojsci u čuvanju granice, uključujući pokretanje zračnih napada protiv protuvladinih pobunjenika.